# 2012
2012 is een jaartal in de christelijke jaartelling. Het was een schrikkeljaar.

## Nieuwsthema's
De belangrijkste onderwerpen in het nieuws waren:
- De Europese staatsschuldencrisis waarbij het ESM in gebruik werd genomen. Griekenland werd het hardst getroffen en in dit land werden in 2012 tweemaal verkiezingen gehouden.
- In Nederland viel het kabinet-Rutte I na langdurig beraad tussen de twee regeringspartijen CDA en VVD en de gedoogpartner PVV. Op 12 september werden daarom Tweede Kamerverkiezingen gehouden waarna een coalitie van VVD en PvdA werd gevormd. Op 5 november stond het kabinet-Rutte II op het bordes.
- Door de revoluties in de Arabische wereld werden voor het eerst sinds lange tijd vrije verkiezingen gehouden in Tunesië, Egypte en Libië. Daarnaast woedde een felle opstand in Syrië die eind 2012 nog onbeslist was.
- In Suriname werd een amnestiewet aangenomen waardoor de verdachten van de Decembermoorden niet meer vervolgd kunnen worden. Deze wet leidde tot verontwaardiging in de Nederlandse politiek.
- Op 14 oktober vonden in België gemeente-, districts- en provincieraadsverkiezingen plaats.
- De Amerikaanse presidentsverkiezingen waarbij Barack Obama op 6 november werd herkozen.
- Het 2012-fenomeen; sommige mensen zagen in de Mayakalender het bewijs dat eind 2012 de wereld zou vergaan.

## Gebeurtenissen

### Januari

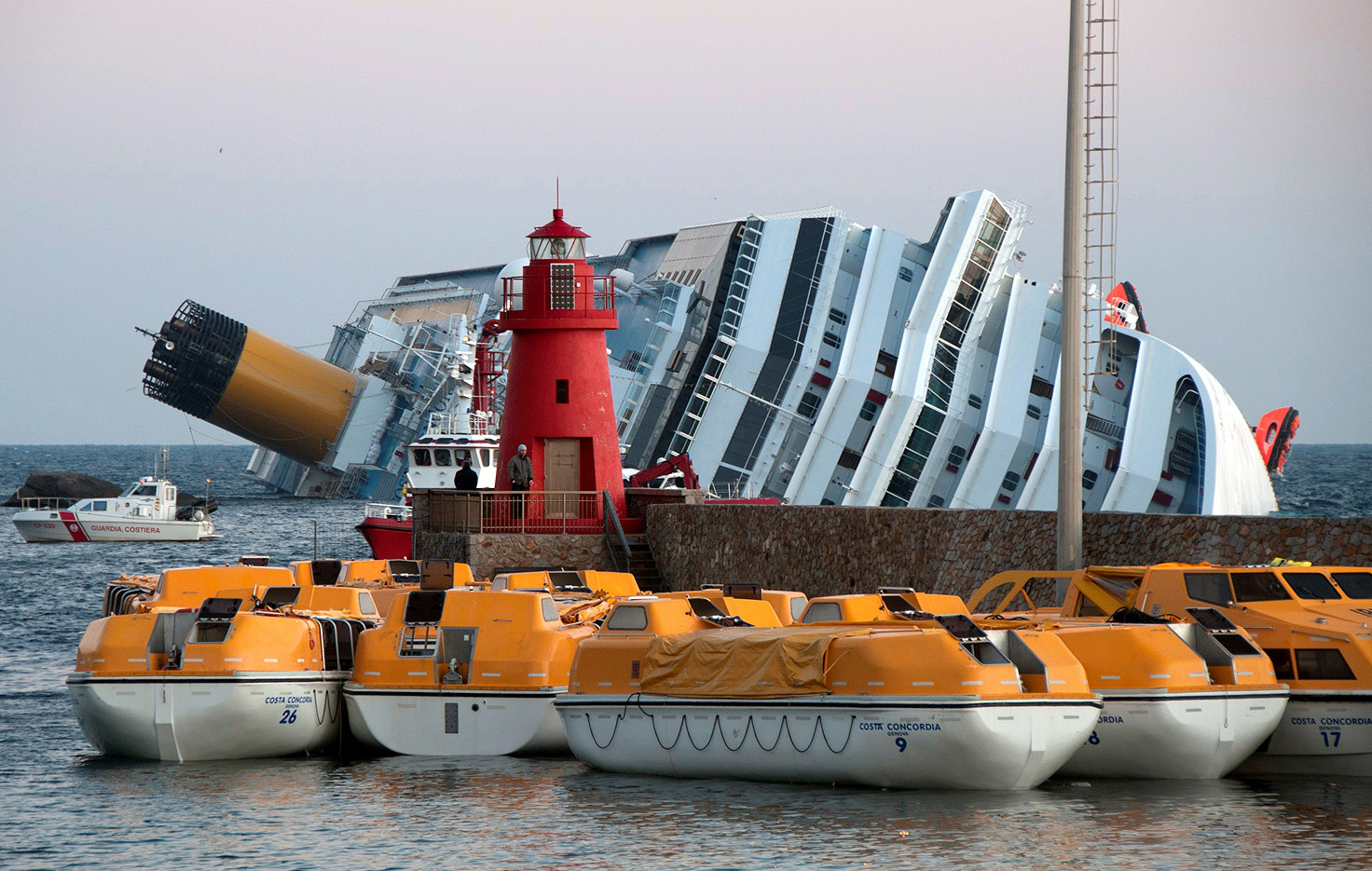
De gezonken Costa Concordia voor de kust van het Italiaanse Isola del Giglio.

- 1 - Denemarken neemt het voorzitterschap van de Raad van de Europese Unie over van Polen.
- 2 - Brand in het Goffertstadion in Nijmegen.
- 3-7 - Hoog water door noordwesterstorm. Dit zorgt samen met veel regenval voor wateroverlast in West- en Noord-Nederland.
- 5 - In Nigeria worden bij een dubbele aanslag door Boko Haram meer dan 37 mensen gedood.
- 5 - Bij een aardverschuiving in Pantukan, op het zuidelijke Filipijnse eiland Mindanao, als gevolg van aanhoudende regen, komen minstens 25 mensen om. Er zijn ongeveer 100 vermisten.
- 6 - De inwoners van Woltersum worden verplicht geëvacueerd omdat de Eemskanaaldijk plaatselijk ernstig verzwakt is door het aanhoudend hoge water. De dijk lekt kwelwater.
- 9 - De Nederlandse Aardolie Maatschappij (NAM) meldt de ontdekking van Metslawier-zuid, het grootste gasveld op land sinds 1995.
- 13 - Start van de eerste Olympische Jeugdwinterspelen, in het Oostenrijkse Innsbruck.
- 13 - Joran van der Sloot wordt door een Peruaanse rechtbank veroordeeld tot 28 jaar gevangenisstraf voor de moord op Stephany Flores in 2010.
- 13 - Bij een ramp bij Isola del Giglio in de Tyrreense Zee met het cruiseschip Costa Concordia, het vlaggenschip van Costa Crociere, komen minstens twaalf opvarenden om het leven.
- 13 - De  prijs van benzine evenaart in Nederland het hoogste niveau tot nu toe. De adviesprijs van benzine is 1,757 euro per liter. De prijs in Nederland ligt daarmee 10 tot 20 cent hoger dan in de buurlanden.
- 15 - Op Kiribati wordt president Anote Tong herkozen met ruim 42 procent van de stemmen.
- 15 - Voor de Albanese kust zinkt de onder Sierra Leoonse vlag varende olietanker Edirne na brandstof te hebben gelost in de haven van Durrës. Van de vijftien bemanningsleden komen twee Georgiërs en de Azerbeidzjaanse kapitein om het leven.
- 15 - Bij een explosie op de Zuid-Koreaanse tanker Doola No. 3 komen vijf bemanningsleden om het leven. Zes bemanningsleden worden er nog vermist.
- 16 - In de Filipijnen begint de rechtszaak in de afzettingsprocedure tegen Renato Corona, de opperrechter van het Filipijnse hooggerechtshof. De 23 leden van de Filipijnse Senaat onder leiding van Juan Ponce Enrile fungeren in deze zaak als rechters.
- 18 - Verschillende websites, waaronder de Engelstalige Wikipedia, worden vierentwintig uur platgelegd uit protest tegen twee Amerikaanse wetsvoorstellen met betrekking tot internetpiraterij, bekend onder de namen SOPA en PIPA.
- 19 - Downloadwebsite Megaupload wordt wegens piraterij door de FBI uit de lucht gehaald. De Nederlandse programmeur achter de website, Bram van der Kolk, en andere topmannen verdwijnen achter de tralies. Hackersgroep Anonymous reageert op het uit de lucht halen van de website met een grote aanval op websites van Amerikaanse overheidinstellingen en de muziekindustrie.
- 20 - Een aanslag door Boko Haram in het Nigeriaanse Kano kost aan meer dan 185 mensen het leven.
- 21 - De Nederlandse Laura Dekker komt na 518 dagen aan op Sint Maarten na een zeilreis rondom de wereld. Ze is hierdoor de jongste solo-zeiler ooit die de wereld rondgezeild is.
- 21-12 februari - 28e editie van de Afrika Cup. Zambia viert zijn eerste titel na een verrassende overwinning na strafschoppen tegen titelfavoriet Ivoorkust.
- 22 - Kroatië stemt tijdens een referendum voor toetreding tot de Europese Unie in 2013.
- 24 - Het Teylers Museum te Haarlem, in het oudste authentieke museumgebouw van Nederland, kondigt aan te gaan samenwerken met Wikipedia.
- 27 - De Nederlandse crimineel Willem Holleeder komt na het uitzitten van twee derde van zijn celstraf op vrije voeten.
- 28 - De Wit-Russische Viktoryja Azarenka wint de Australian Open en haalt zo haar eerste grandslamtitel binnen. Ze verslaat in de finale de Russische Maria Sjarapova met 6-3, 6-0. Door haar zege wordt Azarenka tevens de nieuwe nummer 1 van de wereld.
- 29 - De Nederlandse schaatser Stefan Groothuis wint het wereldkampioenschap sprint in het Olympic Oval te Calgary.
- 30 - In het kader van het project Ruimte voor de rivier wordt de heringerichte Hondsbroeksche Pleij in gebruik genomen.
- 31 - De planetoïde Eros scheert op 27 miljoen kilometer langs de aarde.

### Februari

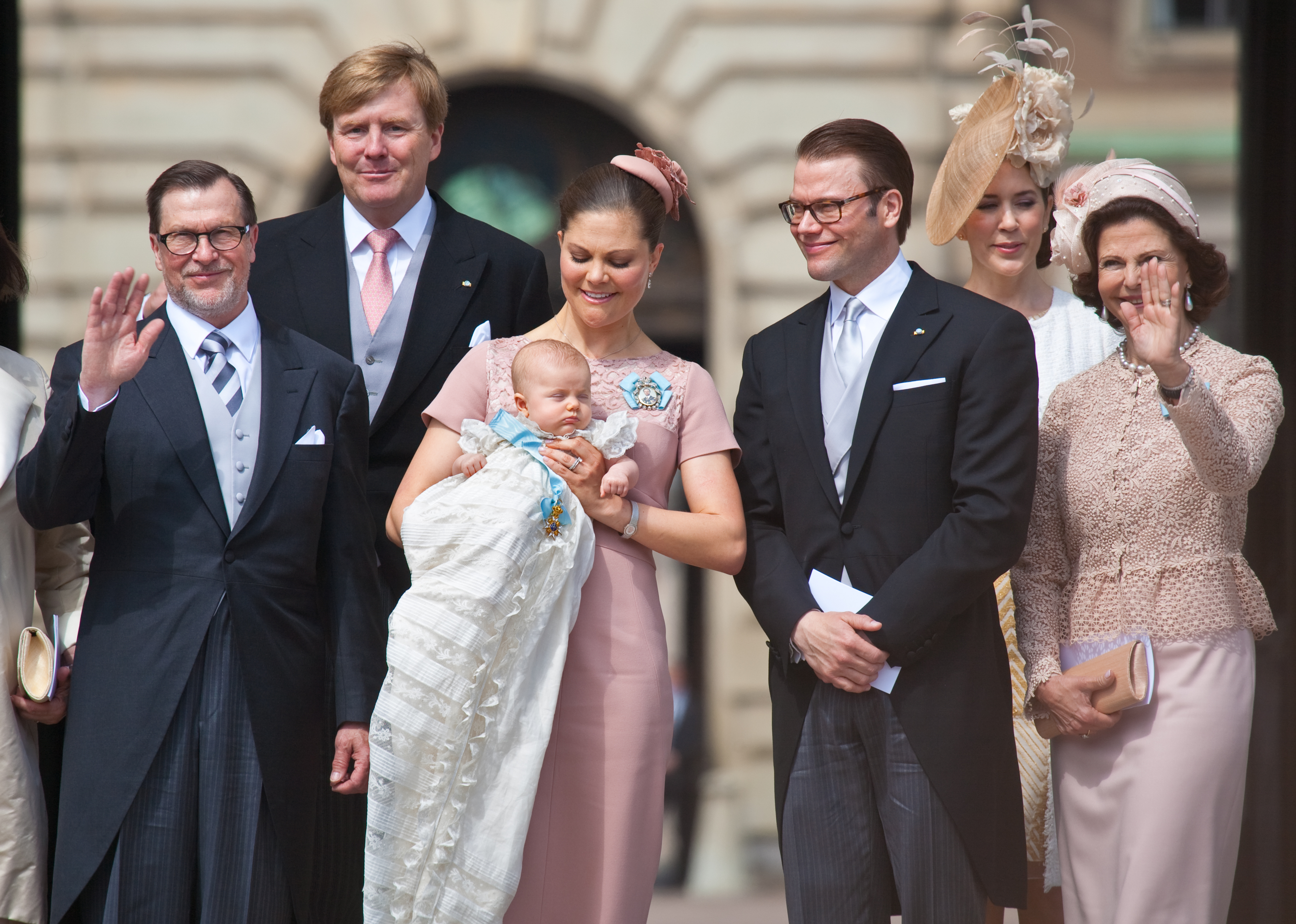
23 februari: De geboorte van Estelle van Zweden, het eerste kind van de Zweedse kroonprinses Victoria en prins Daniel. De foto is op 22 mei genomen, de dag dat ze werd gedoopt.

- 1 - De Nederlandse banken schakelen voor overschrijvingen volledig over op SEPA.
- 1 - Bij rellen na afloop van de wedstrijd tussen de Egyptische voetbalclubs Al-Masry en Al-Ahly vallen tientallen doden.
- 3-4 - Hevige sneeuwval in Nederland, België en in andere delen van Europa zorgt voor veel problemen op de wegen. In België wordt het filerecord gebroken: er staat 1.275 km file.
- 4 - Nederland beleeft de koudste nacht in 27 jaar met -22,8'C.[1]
- 4 - Bij een nachtelijke aanval van Syrische militairen op stellingen van gedeserteerde militairen in Homs komen zeker 200 mensen om het leven, het hoogste aantal slachtoffers op één dag sinds het begin van de Syrische Burgeroorlog.
- 4 - Griekse boeren delen in Thessaloniki gratis meer dan 10 ton aardappelen uit onder het publiek, een actie waaruit de aardappelbeweging ontstaat.
- 4 - In de nacht van 3 februari op 4 februari meet weerstation Lelystad -22,9 °C, Marknesse is met -22,8 °C vrijwel net zo koud.
- 5 - Sauli Niinistö wordt tot president van Finland verkozen. In de tweede verkiezingsronde verslaat hij Pekka Haavisto.
- 6 - Bij een aardbeving in de Filipijnen met een kracht van 6,9 op de schaal van Richter komen minstens 40 mensen om.
- 10 - Nadat hackers de vermeende gegevens van honderden klanten van KPN online zetten, worden de mailboxen van zeker twee miljoen klanten van KPN gedurende een etmaal geblokkeerd.
- 11 Whitney Houston overleed in haar hotelkamer (in bad) in Beverly Hills aan ischemische hartklachten door overdosis drugs. Ze overleed een dag voor de uitreiking van de Grammy Awards
- 17 - Prins Friso wordt tijdens het skiën bedolven onder een lawine. Enkele dagen later blijkt de prins hierbij zeer ernstig hersenletsel te hebben opgelopen.
- 17 - De Duitse bondspresident Christian Wulff treedt af na te zijn beschuldigd van corruptie.
- 18 - Tijdens een openbaar consistorie worden de Nederlander Wim Eijk en de Belg Julien Ries kardinaal gecreëerd.
- 18 - In de Brabanthallen te 's-Hertogenbosch wordt het Nederlandse record langste polonaise verbroken. Dat stond eerst op 1100 en is nu verbroken met 1723 deelnemers.
- 20 - De Nederlandse PvdA-politicus Job Cohen kondigt aan af te zullen treden als partijleider en fractievoorzitter van de Tweede Kamerfractie.
- 22 - Bij een treinramp in Buenos Aires, in het station Estación Once de Septiembre, vallen minstens 50 doden en 600 gewonden.
- 22 - Het in 2006 opgerichte sociale netwerk Twitter heeft sinds vandaag een half miljard accounts.
- 23 - Estelle van Zweden wordt geboren. Ze is het eerste kind van de Zweedse kroonprinses Victoria en prins Daniel. De prinses wordt op 22 mei gedoopt.
- 26 - 84ste Oscaruitreiking: de Franse film The Artist, een hedendaagse stomme film, en de Amerikaanse film Hugo winnen beide vijf Academy Awards. Meryl Streep, voor de zeventiende keer genomineerd, wint met haar vertolking van Margaret Thatcher in The Iron Lady de Oscar voor beste actrice, haar derde Oscar.

### Maart

Lange rij bij de opening van de Applestore in Amsterdam

- 3 - De App Store van het Amerikaanse technologieconcern Apple bereikt de mijlpaal van 25 miljard gedownloade apps sinds de opening in 2008.
- 3 - Bij een botsing tussen twee treinen in Zuid-Polen, nabij Szczekociny, ten noorden van Krakau, vallen 16 doden en 58 gewonden.
- 3 - Oppositie van de planeet Mars.
- 3 - De eerste Nederlandse Apple Store opent in Amsterdam.
- 4 - Bij een reeks ontploffingen in een munitiedepot in Congo-Brazzaville vallen minstens 200 doden.
- 4 - Vladimir Poetin wordt al in de eerste ronde van de Russische presidentsverkiezingen verkozen.
- 6 - Leraren uit het Nederlands basisonderwijs, speciaal onderwijs en voortgezet onderwijs staken. Ze demonstreren in de Amsterdam ArenA tegen de aangekondigde bezuiniging van 300 miljoen euro.
- 10 - Een grote brand richt zware schade aan aan de gotische burcht Krásna Hôrka in het oosten van Slowakije.
- 10 - De linkse sociaaldemocraten winnen de parlementsverkiezingen in Slowakije. Ze behalen 46% van de stemmen, goed voor 86 van de 150 beschikbare zetels.
- 13 - In een tunnel op de A9 bij het Zwitserse Sierre verongelukt een Belgische bus met schoolkinderen die op de terugweg waren van een skivakantie. Er vallen 28 doden, waarvan 22 kinderen. In de bus zaten ook 10 Nederlandse kinderen.
- 14 - Thomas Lubanga uit Congo-Kinshasa wordt door het Internationaal Strafhof schuldig bevonden aan massamoorden en het ronselen en inzetten van kindsoldaten. Hij is de eerste verdachte die door het Strafhof wordt veroordeeld.
- 14 - De unieke Nederlandse Stichting MissionPuppy Nederland vestigt zich en legt zich toe op de opleiding van assistentiehonden voor zeer ernstige anorexia.
- 19 - In de Franse stad Toulouse vallen vier doden en verschillende gewonden nadat een schutter het vuur opende voor een Joodse school. De schutter wordt drie dagen later gedood door de politie, na een beleg van meer dan een etmaal.
- 20 - De Nederlandse politicus Hero Brinkman stapt uit de Partij voor de Vrijheid (PVV) en gaat in de Tweede Kamer verder als een eenmansfractie.
- 21 - Militairen in Mali plegen een staatsgreep tegen president Amadou Toumani Touré.
- 26 - Regisseur James Cameron daalt met een duikboot in de Marianentrog af tot 10.898 meter diepte.
- 30 - Het gratis Nederlandse dagblad De Pers brengt zijn laatste editie uit. Dit vanwege structureel tegenvallende advertentie-inkomsten.

### April

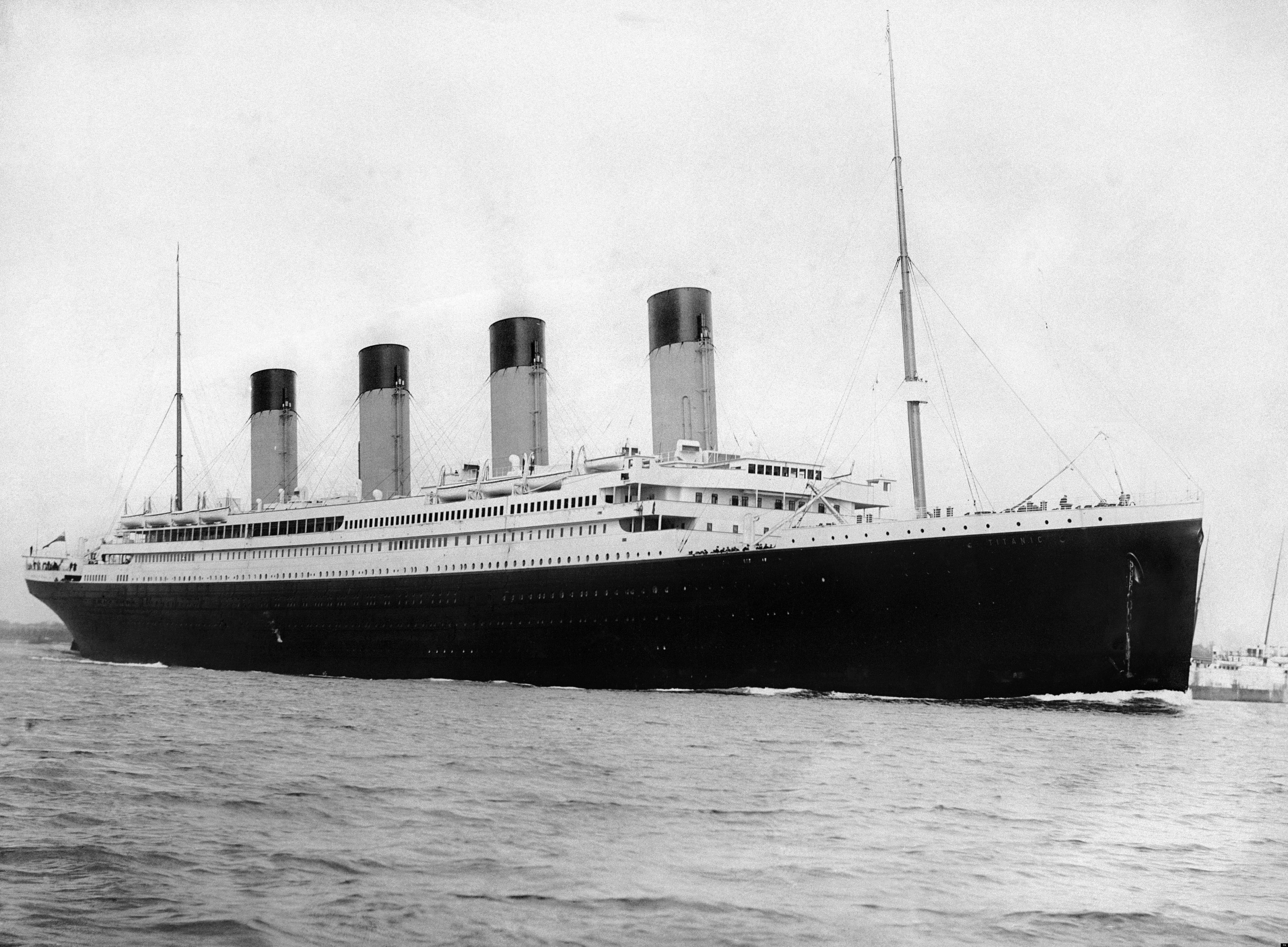
5 april: Het wrak van de Titanic komt op de Werelderfgoedlijst.

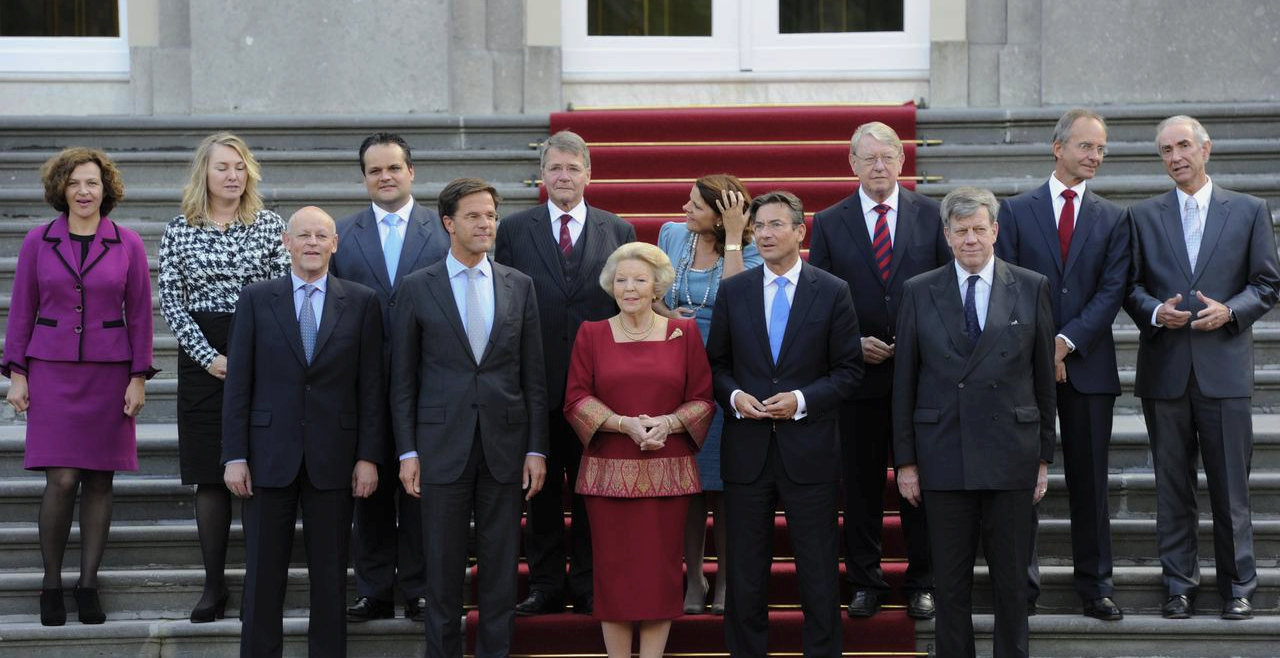
23 april: Het kabinet-Rutte I valt.

- 1 - In Mali melden Toeareg-rebellen dat ze de stad Timboektoe veroverd hebben. Nadat ze een dag eerder al Gao hebben veroverd is het gehele door hen geclaimde noorden van Mali in handen van de rebellen.
- 1 - In Myanmar verovert oppositieleider Aung San Suu Kyi bij de Myanmarese tussentijdse verkiezingen van 2012 een zetel in het parlement. Haar partij, de Nationale Liga voor Democratie, kan rekenen op zeker 40 van de 45 zetels waarvoor gestemd kon worden.
- 2 - Net na het opstijgen van de luchthaven van het Russische Tjoemen stort een ATR 72 van de lokale luchtvaartmaatschappij UTair Aviation neer. Van de 43 inzittenden overleven er 31 de crash niet. Het toestel had als bestemming luchthaven van Soergoet in Chanto-Mansië.
- 2 - De Friesland Bank wordt per direct overgenomen door de Rabobank. Zelfstandig voortbestaan was niet meer mogelijk. De overgenomen bank gaat (voorlopig) verder als dochteronderneming van de Rabobank.
- 4 - De Nationale Assemblée van Suriname neemt met 28 tegen 12 stemmen een omstreden wijzigingsvoorstel van de amnestiewet aan. De periode waarop de wet betrekking heeft begint nu op 1 april 1980 (dit was voorheen op 1 januari 1985). Door de inwerkingtreding van de wijzigingswet kunnen de verdachten van de Decembermoorden uit 1982 niet meer worden vervolgd.
- 4 - Als gevolg van een brand in Rotterdam raakt het telefoon- en internetverkeer van vele honderdduizenden klanten van Vodafone in de zuidelijke Randstad vijf dagen ontregeld.
- 5 - Start van de Floriade in Venlo.
- 5 - UNESCO maakt bekend dat het scheepswrak van de Titanic op de Werelderfgoedlijst komt. Het schip is deze maand precies honderd jaar geleden gezonken.
- 5 - Op het Foundation Fighting Blindness-event in San Francisco wordt het eerste testmodel van Google Glass gepresenteerd.
- 7 - Een staking van enkele dagen in het Brusselse openbaar vervoer nadat een 56-jarige controleur om het leven komt ten gevolge van zware mishandeling.
- 8 - In Espelo (Overijssel) wordt een nieuw wereldrecord gevestigd met het hoogste paasvuur ooit. Aan de berg met een hoogte van 45,98 meter en een omtrek van 160 meter was sinds november gewerkt. Het wereldrecord stond sinds 2005 op een paasvuur in Slovenië (43 meter hoog).
- 10 - De Amerikaanse politicus Rick Santorum (Republikeinse partij) stapt uit de race voor het presidentschap.
- 11 - Volgens de Parlementaire enquête naar het Financieel Stelsel heeft de Nederlandse overheid in 2008 ernstige fouten gemaakt bij de redding met tientallen miljarden euro's van de banken Fortis/ABN AMRO en ING tijdens de financiële crisis. Dit blijkt uit het gepubliceerde rapport van de Commissie-De Wit.
- 12 - Onderzoekers van de TU-Delft melden de waarneming van een nieuw deeltje. Het betreft het al in 1937 door de Italiaanse natuurkundige Ettore Majorana uit de kwantummechanica voorspelde elementaire Majorana-deeltje.
- 13 - Door een gelijkspel tegen FC Eindhoven kan voetbalclub FC Zwolle niet meer ingehaald worden en wordt kampioen van de Nederlandse Eerste divisie. Zij promoveren naar de Eredivisie.
- 17-19 - De Turkse president brengt een staatsbezoek aan Nederland vanwege 400 jaar vriendschappelijke betrekkingen tussen beide landen. In 1612 werd het Capitulatieverdrag tussen de Republiek der Zeven Verenigde Nederlanden en het Ottomaanse Rijk getekend. Het staatsbezoek begint op de Dam in Amsterdam.
- 17 - De Belgische regering bereikt een akkoord om justitie te hervormen. Het aantal gerechtelijk arrondissementen wordt verminderd van 27 naar twaalf en deze vallen voortaan samen met de tien provincies, het Brussels Hoofdstedelijk Gewest en de Duitstalige Gemeenschap.
- 18 - Vlucht 213 met een Boeing 737 van de Pakistaanse maatschappij Bhoja Air stort in slecht weer neer op het dorp Hussain Abad, dicht bij de luchthaven Benazir Bhutto International van Islamabad. 127 mensen komen om het leven.
- 18 - Japanse wetenschappers slagen erin op een kale muis levend mensenhaar te laten groeien met haarstamcellen die onder de huid van de muis werden getransplanteerd.
- 21 - In Nederland mislukken onderhandelingen over een nieuwe bezuinigingsronde. CDA, VVD en PVV worden het niet eens over de miljardenbezuinigingen. PVV-leider Geert Wilders verlaat het Catshuis, en stopt met het gedogen van het kabinet. Een val van het kabinet lijkt hiermee onvermijdelijk.
- 21 - Tussen station Amsterdam Sloterdijk en station Amsterdam Centraal botsen een sprinter en een intercity frontaal op elkaar. Daarbij vallen er 1 dode en 125 gewonden. De sprinter was op weg naar Uitgeest, de intercity reed van Den Helder naar Nijmegen.
- 22 - Eerste ronde van de presidentsverkiezingen in Frankrijk. De socialist François Hollande (PS) haalt een kleine voorsprong van circa twee procent op zittend president Nicolas Sarkozy van de centrumrechtse UMP. Beide kandidaten gaan door naar de tweede ronde op 6 mei.
- 23 - In Nederland valt het kabinet-Rutte I. Mark Rutte biedt zijn ontslag aan bij koningin Beatrix.
- 26 - Voormalig president van Liberia, Charles Taylor, wordt schuldig bevonden aan oorlogsmisdaden tijdens de burgeroorlog in Sierra Leone.
- 30 - Koningin Beatrix bezoekt de Utrechtse gemeenten Rhenen en Veenendaal tijdens Koninginnedag.

### Mei

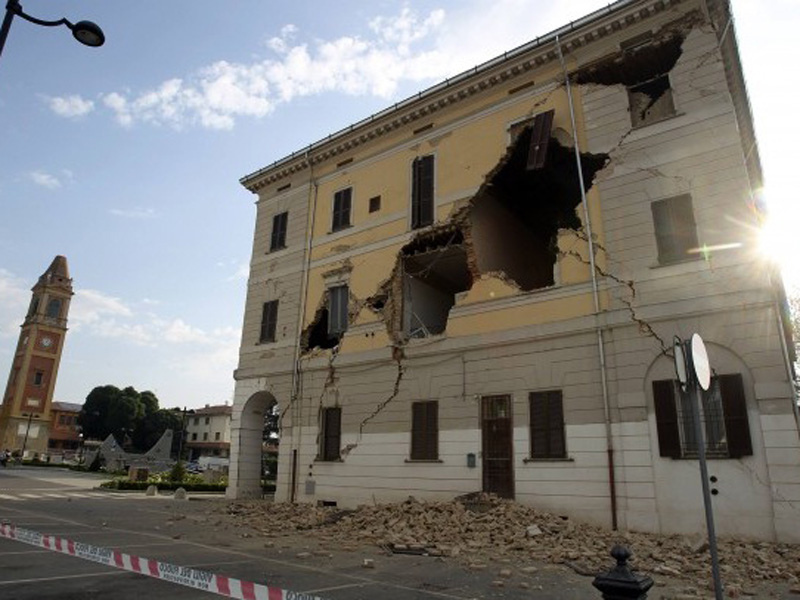
20 en 29 mei: Aardbevingen in Noord-Italië

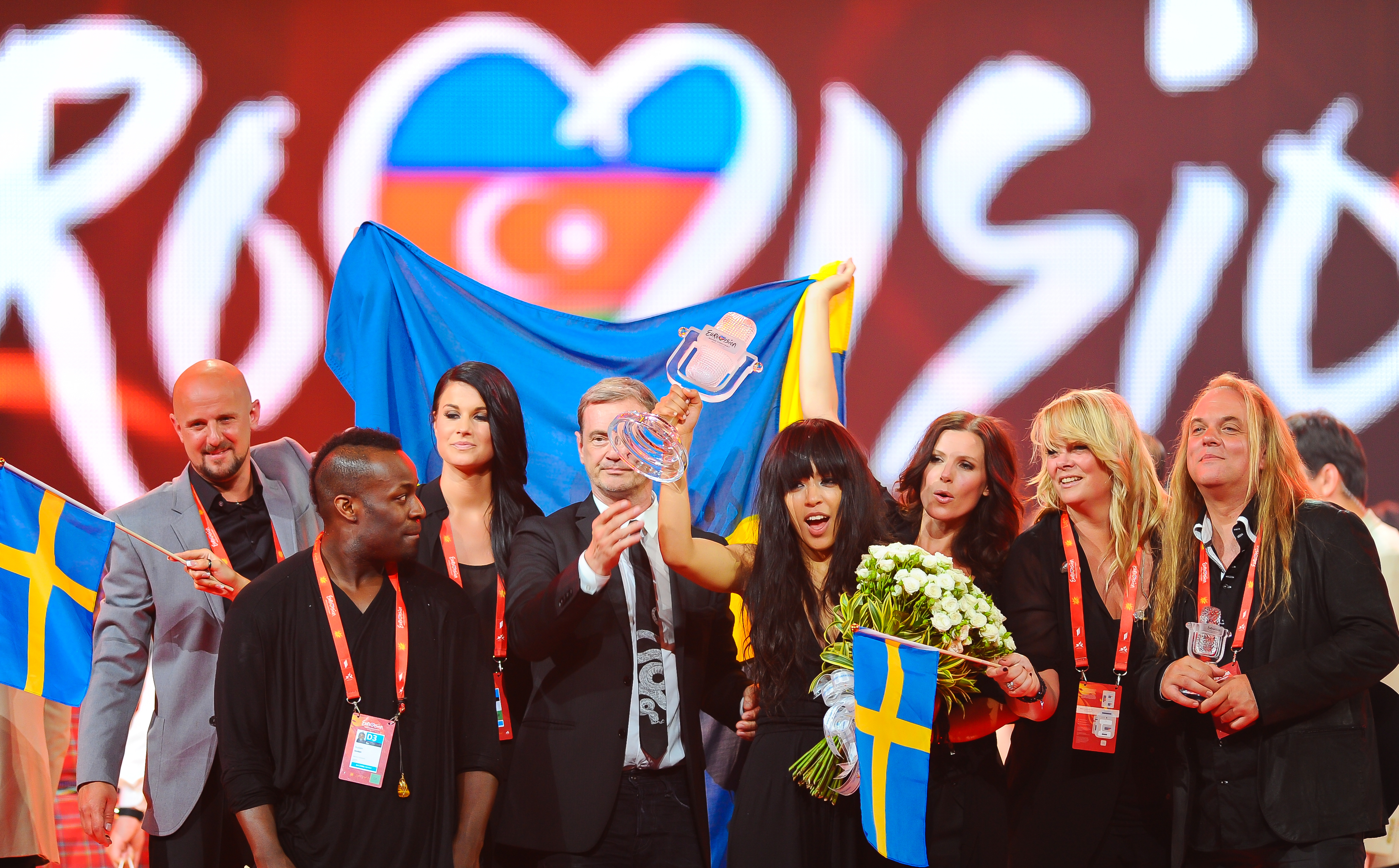
26 mei: De Zweedse Loreen wint het Eurovisiesongfestival

- 1 - De wietpas wordt ingevoerd in de Nederlandse provincies Zeeland, Limburg en Noord-Brabant. Hierdoor neemt de overlast van straatdealers direct toe.
- 2 - In Vietnam wordt Thủ Dầu Một verheven tot een stad. Verder wordt Bà Rịa de hoofdstad van Bà Rịa - Vũng Tàu.
- 2 - AFC Ajax wordt voor de 31e keer in de geschiedenis kampioen van de Nederlandse Eredivisie door thuis met 2-0 te winnen van VVV-Venlo.
- 5 - De Gouden Boekenuil, de belangrijkste literaire prijs in Vlaanderen, gaat dit jaar naar de Nederlandse auteur David Pefko met zijn roman Het voorseizoen.
- 6 - De socialist François Hollande wordt gekozen tot president van de Franse Republiek. Hij is hiermee de opvolger van Nicolas Sarkozy.
- 7 - De Nederlandse schrijver A.F.Th. van der Heijden wint dit jaar de Libris Literatuur Prijs met zijn roman Tonio.
- 9 - Vliegtuigongeluk in Indonesië. Tijdens een demonstratievlucht stort een Soechoj Superjet 100-95 neer boven het eiland Java. Alle 45 inzittenden komen om.
- 9 - Barack Obama drukt als eerste zittende Amerikaanse president zijn steun uit voor het homohuwelijk.
- 9 - Bij een brand in een kledingzaak in de Filipijnse stad Butuan komen 17 werknemers van de winkel om het leven.
- 10 - Heiligverklaring van Hildegard van Bingen
- 12 mei-12 augustus - Expo 2012, de wereldtentoonstelling in de Zuid-Koreaanse stad Yeosu.
- 14 - Ron Paul blijft wel kandidaat voor de Republikeinse voorverkiezingen voor de Amerikaanse presidentsverkiezingen, maar stopt wegens geldgebrek zijn campagne. Dit betekent vrijwel zeker dat Mitt Romney het op 6 november namens de Republikeinen zal opnemen tegen Barack Obama.
- 15 - Omdat het niet lukt een coalitie te vormen na de Griekse parlementsverkiezingen van mei 2012 wordt besloten om in juni nieuwe verkiezingen te houden.
- 19 - De Duitse voetbalclub FC Bayern München verliest in eigen stadion de finale van de UEFA Champions League. Na een 1-1 gelijkspel neemt de Engelse voetbalclub Chelsea FC de penalty's beter en wint voor de eerste keer in haar 107-jarig bestaan de Champions League.
- 20 - Bij een aardbeving in Noord-Italië met een kracht van 5,9 op de schaal van Richter vallen 6 doden. Het epicentrum ligt zo'n 35 kilometer ten noordwesten van Bologna.
- 20 - Zonsverduistering, zichtbaar in het noorden van de Grote Oceaan.
- 23-24 - Eerste ronde van de presidentsverkiezingen in Egypte. Dit zijn de eerste verkiezingen sinds de Egyptische Revolutie in 2011.
- 26 - Tijdens het bloedbad van Houla worden 108 mensen gedood, waaronder 48 kinderen. Ook in de Syrische stad Hama vallen tientallen doden.
- 26 - Finale van het Eurovisiesongfestival 2012 in Bakoe, Azerbeidzjan. Winnares is de Zweedse Loreen met het lied Euphoria.
- 27 - De film Amour van regisseur Michael Haneke wint de Gouden Palm op het Filmfestival van Cannes.
- 27 - De Rus Andrej Baranov wint dit jaar de Koningin Elisabethwedstrijd.
- 28 - De ontdekking van supermalware Flame wordt bekendgemaakt.
- 29 - Opnieuw een aardbeving in Noord-Italië. Er vallen 17 doden en een aantal gebouwen wordt vernield.
- 30 - Charles Taylor, de ex-president van het West-Afrikaanse land Liberia die terechtstond voor het Speciaal Hof voor Sierra Leone, wordt veroordeeld tot een gevangenisstraf van vijftig jaar.
- 31 - De Dragon van SpaceX plonst na zijn tweede testvlucht in de Grote Oceaan en keert zo, als eerste commerciële ruimtevaartuig, terug op aarde na een bezoek aan het internationale ruimtestation ISS.

### Juni

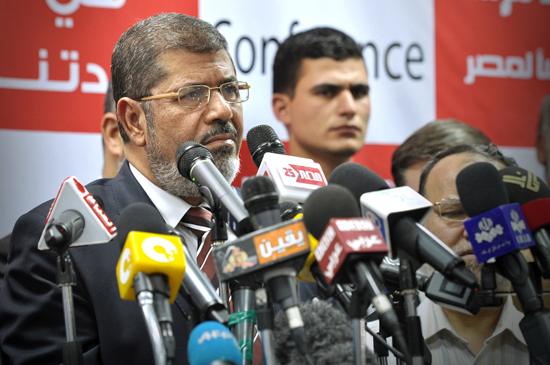
24 juni: Mohamed Morsi wordt gekozen tot president van Egypte

- 2 - In Egypte wordt ex-president Hosni Moebarak veroordeeld tot een levenslange gevangenisstraf.
- 2 - In de Ghanese hoofdstad Accra schuift een vrachtvliegtuig van de Nigeriaanse maatschappij Allied Air van de landingsbaan. Het toestel doorboort de luchthavenafsluiting en raakt o.a. een minibus. Twaalf mensen komen om het leven.
- 3 - Het diamanten regeringsjubileum van de Britse koningin Elizabeth wordt groots gevierd met een vlootschouw van meer dan duizend boten op de Theems. De vorstin viert dat ze zestig jaar staatshoofd is.
- 3 - Een McDonnell Douglas MD-83 van de Nigeriaanse maatschappij Dana Air crasht op een gebouw nabij de luchthaven van Lagos na een vlucht vanuit Abuja. Alle 153 inzittenden en 16 mensen op de grond komen om het leven.
- 6 - Tweede en laatste Venusovergang in de 21e eeuw. De vorige was in 2004 en de volgende overgangen worden verwacht in 2117 en 2125.
- 7 - In België wordt spoorlijn 25N officieel geopend door koning Albert. De spoorlijn wordt vanaf 10 juni opgenomen in de normale dienstregeling en zorgt voor een aanzienlijke verkorting van de reistijden tussen Antwerpen, Brussel en Brussels Airport.
- 8 juni-1 juli - Het EK voetbal vindt plaats in Polen en Oekraïne.
- 10  - In de westelijke deelstaat Rakhine van Myanmar (Birma) roept het leger de noodtoestand uit, waarna er slachtingen en verdrijvingen van Rohingya plaatsvinden door boeddhisten uit Rakhine en het Birmese

leger.
- 11 - Maria Sjarapova en Rafael Nadal winnen het tennisenkelspel bij respectievelijk de dames en de heren op Roland Garros.
- 14 - In Egypte verklaart het Hooggerechtshof de verkiezingen voor het parlement van 2011 ongeldig en roept op tot ontbinding van het parlement. Tegenstanders spreken van een militaire staatsgreep.
- 16-17 - De tweede ronde van de Egyptische presidentsverkiezingen.
- 17 - In de tweede ronde van de Franse parlementsverkiezingen haalt de Parti Socialiste een absolute meerderheid met 300 zetels op de 577 in de Nationale Vergadering. Dit geeft de nieuwe president François Hollande de mogelijkheid zijn programma compromisloos uit te voeren.
- 17 - In Griekenland worden voor de tweede maal dit jaar parlementsverkiezingen gehouden. De conservatieve en Europees-gezinde Nea Dimokratia wint ditmaal met zo'n 30% van de stemmen, voor de links-radicale partij SYRIZA met een kleine 27%. Daardoor wordt de kans op een uittreding van Griekenland uit de euro (grexit) weer kleiner.
- 19 - Julian Assange vlucht naar de Ecuadoriaanse ambassade in Londen, waar hij politiek asiel vraagt.
- 20 - Voor het eerst wordt een zwarte predikant, ds. Fred Luther uit New Orléans, gekozen tot voorzitter van de Southern Baptist Convention.
- 22 - De spanningen tussen Syrië en Turkije lopen verder op nadat Syrië boven internationale wateren een vliegtuig van de Turkse luchtmacht neerschiet.
- 24 - Mohamed Morsi wint de presidentsverkiezingen in Egypte. Hij wordt uitgeroepen tot de nieuwe president van het land, als opvolger van de afgezette Hosni Moebarak.
- 25 juni-8 juli - Wimbledon.
- 27 - Bert van Marwijk dient zijn ontslag in als bondscoach van het Nederlands voetbalelftal.
- 28 - Het Amerikaanse Hooggerechtshof bepaalt dat de verplichte ziektekostenverzekering niet tegen de grondwet is. Hiermee blijft het belangrijkste aspect van Obama's gezondheidszorghervorming van kracht.
- 30 juni-22 juli - Tour de France.
- 30 juni - Minitel, een voorloper van het internet, wordt door France Télécom uitgeschakeld.

### Juli

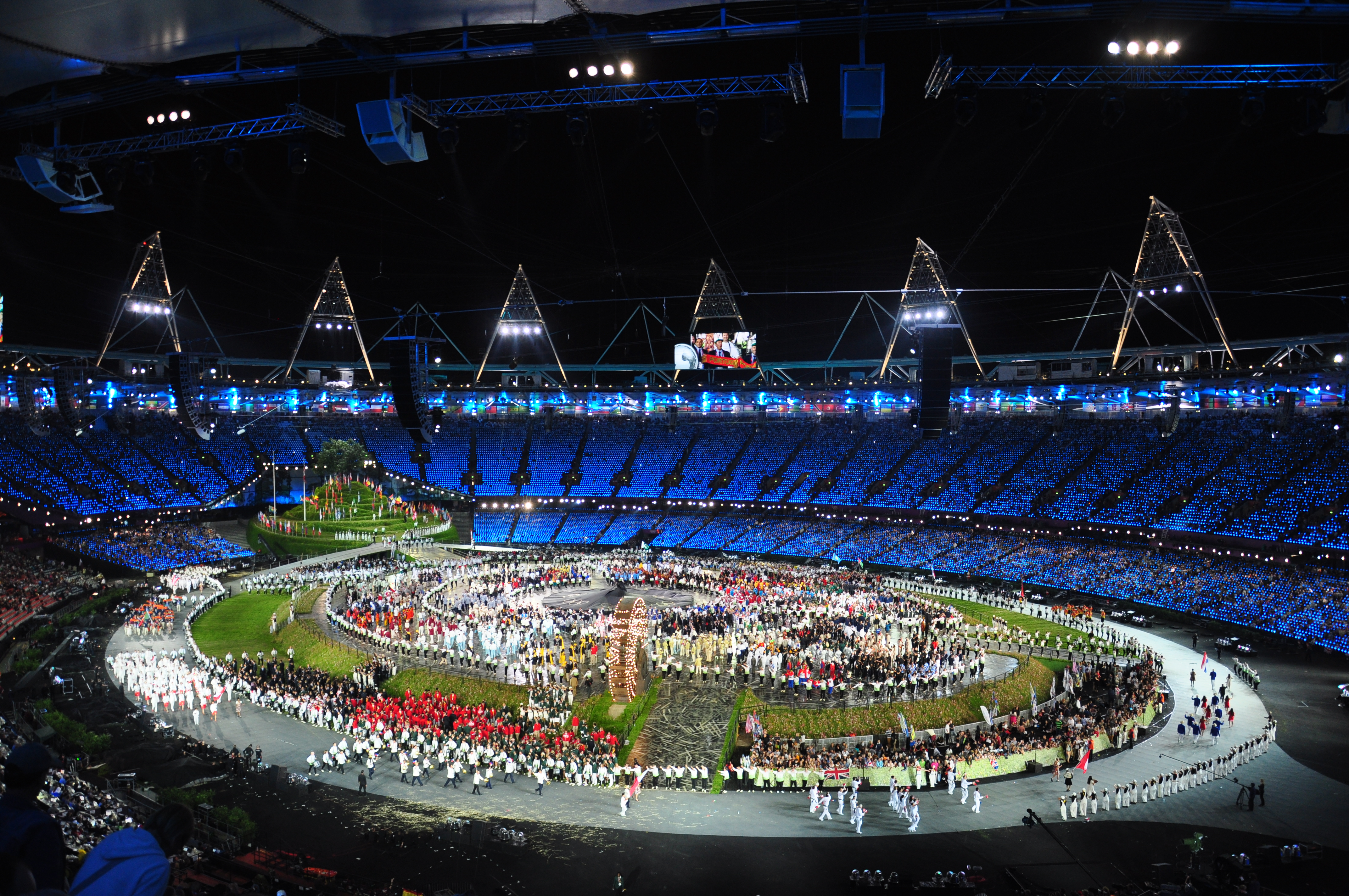
27 juli: Openingsceremonie van de Olympische Zomerspelen in Londen

- 1 - Presidents- en congresverkiezingen in Mexico.
- 1 - Cyprus neemt het voorzitterschap van de Raad van de Europese Unie over van Denemarken.
- 1 - André Kuipers keert terug op aarde na een verblijf van ruim een half jaar in de ruimte.
- 1 - Met een 4-0-overwinning op Italië wint Spanje de finale van het Europees kampioenschap voetbal mannen in Kiev.
- 4 - Het CERN maakt bekend dat ze zeer sterke aanwijzingen hebben voor het bestaan van het higgsboson, het zogenoemde goddeeltje.
- 5 - In Londen wordt het hoogste gebouw van Europa geopend, de 310 meter hoge The Shard oftewel De Scherf.
- 9 - Serena Williams en Roger Federer winnen respectievelijk het vrouwen- en mannenenkelspel op het tennistoernooi van Wimbledon.
- 18 - De 97-jarige László Csatáry wordt in Boedapest gearresteerd wegens oorlogsmisdaden. Hij was sleutelfiguur in de deportatie van 300 joden naar Oekraïne en zou in 1944 betrokken zijn geweest bij de organisatie van de deportatie van circa 15.700 joden naar Auschwitz.
- 18 - In Waalre wordt met twee auto's een aanslag gepleegd op het gemeentehuis. De hierop volgende brand verwoest het pand volledig.
- 18 - Boze passagiers, die de vertragingen beu zijn, laten in de Egyptische stad Gizeh een trein ontsporen. Er raken zo'n tien mensen gewond.
- 18 - Het Duitse postorderbedrijf Neckermann vraagt surseance van betaling aan.
- 20 - Bij een schietpartij in Aurora in de Amerikaanse staat Colorado, in een bioscoop tijdens de middernachtpremière van The Dark Knight Rises door een 24-jarige mannelijke schutter, komen 12 mensen om het leven en raken er 59 gewond.
- 22 - In de Utrechtse wijk Kanaleneiland worden de bewoners van zeker 180 woningen overhaast geëvacueerd wegens vervuiling door asbest ten gevolge van renovatiewerkzaamheden.
- 22 - Bradley Wiggins wint als eerste Brit de Ronde van Frankrijk. Zijn landgenoot Chris Froome eindigt als tweede en de Italiaan Vincenzo Nibali als derde in het eindklassement.
- 25 - De staatsmedia van Noord-Korea maken bekend dat de leider Kim Jong-un is getrouwd met kameraad Ri Sol-ju. Wanneer de trouwplechtigheid plaats heeft gevonden blijft geheim.
- 25 - Pranab Mukherjee wordt beëdigd als nieuwe president van India.
- 27 - De Olympische Zomerspelen 2012 in Londen worden officieel geopend door koningin Elizabeth. De Spelen duren t/m 12 augustus.
- 28 - Het Syrische leger trekt Aleppo binnen en begint een groot offensief tegen de opstandelingen.

### Augustus

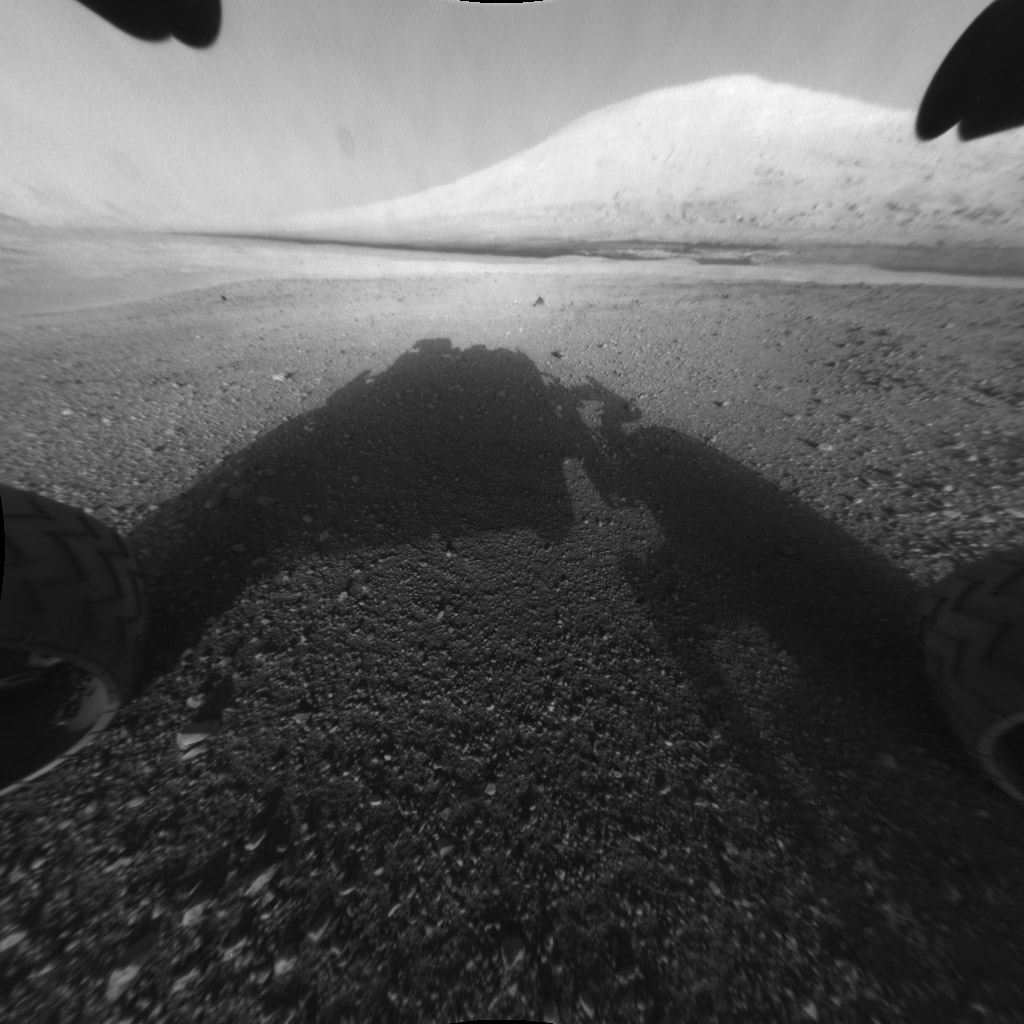
Een van de eerste foto's gemaakt door het Mars Science Laboratory

- 4 - Door plotseling opkomend noodweer stort een grote feesttent in op het muziekfestivalterrein van Dicky Woodstock bij het Nederlandse dorp Steenwijkerwold. Dertien mensen raken gewond en belanden in het ziekenhuis.
- 4 - Noord-Korea, dat getroffen is door overstromingen, hevige regenval en een orkaan, wordt door de Verenigde Naties ondersteund met noodhulp.
- 5 - PSV wint de Johan Cruijff Schaal 2012 door Ajax met 4-2 te verslaan in Amsterdam.
- 5 - Een schutter doodt 6 personen in en bij een sikh-tempel in de Amerikaanse plaats Oak Creek, Wisconsin.
- 6 - Het Mars Science Laboratory landt op de planeet Mars omstreeks 7:30 uur Nederlandse tijd.
- 6 - Riyad Farid Hijab, de premier van Syrië, loopt over naar de opstandelingen en vlucht naar Jordanië.
- 6 - Het per ongeluk doorknippen van twee kabels bij een datacenter bij de stad Tampa leidt tot een enkele uren durende downtime van Wikipedia.
- 9 - Het computervirus XDocCrypt/Dorifel treft diverse overheidsinstellingen, universiteiten en bedrijven in Nederland. Dit Trojaanse paard versleutelt Word- en Exceldocumenten en wijzigt ze in uitvoerbare bestanden.
- 9 - Op de nationale onafhankelijkheidsdag heeft de regering van Singapore 9 augustus uitgeroepen tot Baby's Night. Stellen worden aangemoedigd om een kind te maken, om verdere vergrijzing van het land te voorkomen.[2]
- 11 - Bij twee aardbevingen met een kracht van 6,4 respectievelijk 6,3 op de schaal van Richter bij de stad Tabriz in het noordwesten van Iran vallen 306 doden en 3037 gewonden.
- 16 - Ecuador verleent asiel aan de oprichter van WikiLeaks, Julian Assange, om zijn uitlevering aan Zweden te voorkomen. Assange had op in juni al onderdak gezocht in de ambassade van Ecuador in Londen. Het asiel leidt tot spanningen tussen beide landen.
- 16 - In Pakistan wordt het 14-jarige meisje Rimsha Masih gearresteerd. Ze wordt ervan verdacht een koran te hebben verbrand. De arrestatie wordt wereldwijd veroordeeld.
- 18 - De Algerijn Lakhdar Brahimi wordt de nieuwe VN-gezant voor Syrië. Hij volgt Kofi Annan op.
- 22 - In Vietnam wordt de thị xã Bà Rịa opgewaardeerd en is nu een stad in de provincie Bà Rịa-Vũng Tàu.
- 22 - Na 18 jaar onderhandelen wordt Rusland lid van de Wereldhandelsorganisatie.
- 24 - De Noor Anders Behring Breivik wordt toerekeningsvatbaar verklaard en wordt veroordeeld tot 21 jaar celstraf vanwege het uitvoeren van de aanslagen van 2011. Hiervan zal hij minimaal tien jaar moet uitzitten.
- 24 - Lance Armstrong geeft de strijd tegen de aantijgingen van de Amerikaanse dopingautoriteit USADA over dopinggebruik op.
- 28 - Michelle Martin, medeplichtige in de zaak-Dutroux, wordt na 16 jaar celstraf onder voorwaarden vrijgelaten en trekt zich terug in een klooster.
- 29 augustus-9 september - Paralympische Zomerspelen.

### September

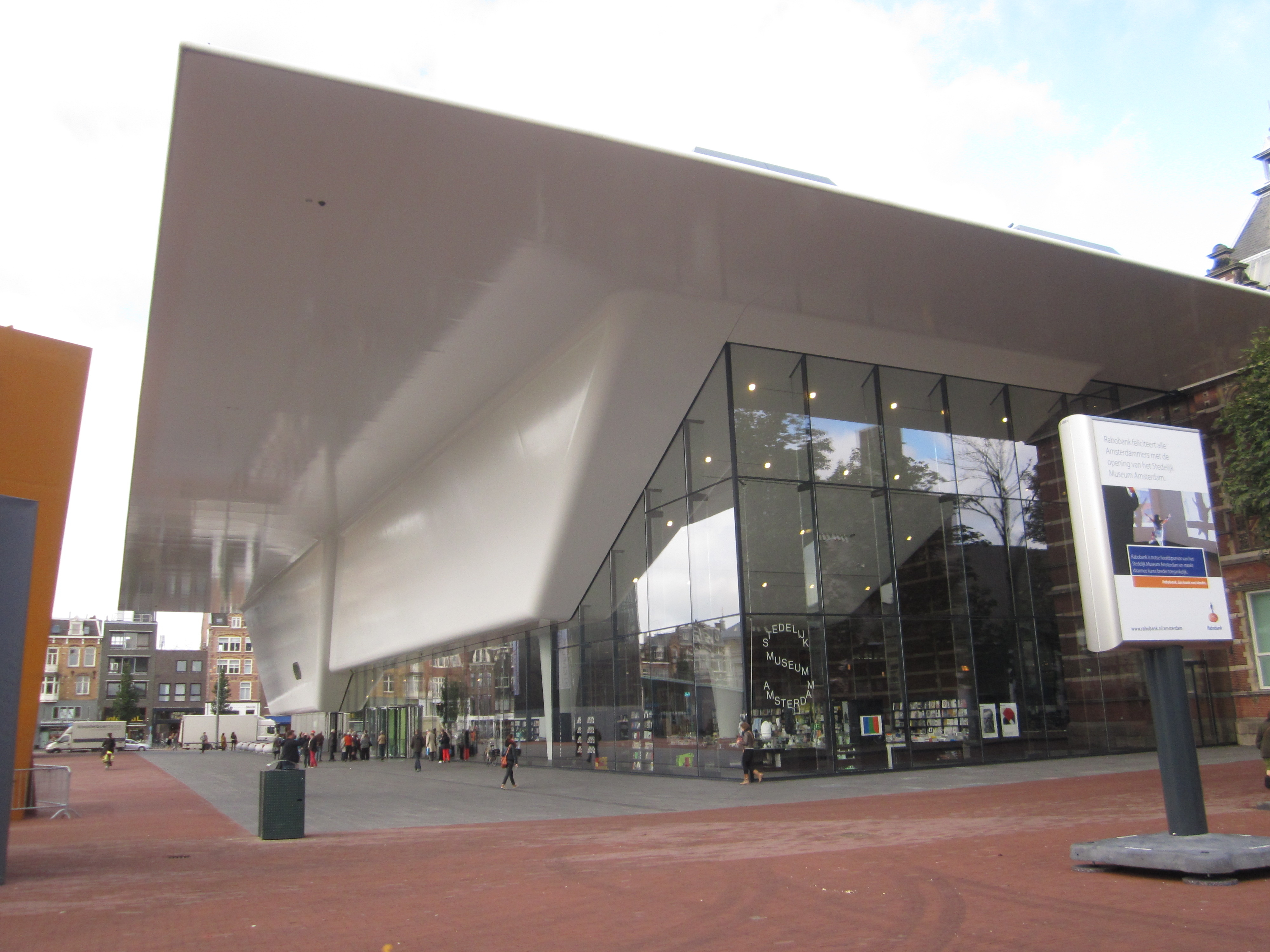
De nieuwe aanbouw van het Stedelijk Museum in Amsterdam

- 6 - Bankpresident Mario Draghi maakt bekend dat de Europese Centrale Bank zal overgaan tot het onbeperkt opkopen van schatkistpapier van noodlijdende eurolanden met een looptijd van ten hoogste drie jaar, als een euroland hulp vraagt aan het Europees Stabiliteitsmechanisme en zich aan de opgelegde hervormingen en bezuinigingen houdt.
- 10 - Hassan Sheikh Mohamud wordt door het Federaal Parlement van Somalië tot president verkozen.
- 11 -  De Amerikaanse ambassade in Egypte en het Amerikaanse consulaat in Libië worden aangevallen. Ambassadeur Christopher Stevens en drie medewerkers komen om het leven bij de bestorming van het consulaat in Benghazi.
- 12 - In Nederland worden Tweede Kamerverkiezingen gehouden. De VVD wordt met 41 zetels de grootste partij en de PvdA wordt tweede met 38 zetels. Beide partijen behalen een forse zetelwinst ten koste van vooral het CDA, de PVV en GroenLinks.
- 17 - De Vlaamse commerciële televisiezender VIER gaat van start.
- 18 - Karen King, hoogleraar aan de Harvard-universiteit, publiceert in de Harvard Theological Review de vondst van een snipper papyrus met een Evangeliefragment, waarin Jezus Christus spreekt over zijn echtgenote. Het nieuws over het "Evangelie van de vrouw van Jezus" gaat de hele wereld over, maar al snel blijkt de gerenommeerde universiteit nepnieuws te hebben verspreid.
- 21 - Het vermeende Facebook-feest Project X Haren in het Groningse Haren ontaardt in chaos en rellen.
- 22 - Het Stedelijk Museum in Amsterdam wordt na een verbouwingsperiode van acht jaar door koningin Beatrix heropend. Het museum, dat gerenoveerd en uitgebreid is met een nieuwe futuristische aanbouw (bijnaam de badkuip), is vanaf 23 september weer open voor het publiek.
- 25 - In Nederland volgt Anouchka van Miltenburg (VVD) Gerdi Verbeet (PvdA) op als voorzitter van de Tweede Kamer. Met 90 van de 146 geldige stemmen laat ze Khadija Arib van de PvdA en Gerard Schouw van D66 achter zich.
- 28 - Hevige regenval veroorzaakt overstromingen in het zuiden van Spanje.
- 29 - Het kabinet-Betrian wordt door de waarnemend Gouverneur geïnstalleerd op Curaçao, maar oud-premier Gerrit Schotte beschouwt dit als een staatsgreep en weigert in eerste instantie plaats te maken.
- 29 - Bij gevechtshandelingen in het oude centrum van de Syrische stad Aleppo ontstaat een brand die grote schade aanricht in de op de Werelderfgoedlijst staande soek.
- 29 -  In de moordzaak Marianne Vaatstra begint een DNA-verwantschapsonderzoek, dat in een straal van 5 km van de plaats delict wordt gehouden, onder ruim 8000 mannen.

### Oktober
- 3 - Het eerste verkiezingsdebat in de Amerikaanse presidentsverkiezingen tussen president Barack Obama en zijn Republikeinse uitdager Mitt Romney geldt als een overwinning voor laatstgenoemde.
- 3 - De Turkse stad Akçakale wordt getroffen door een mortiergranaat afgeschoten vanuit Syrië. Turkije bestookt in vergelding doelen over de grens in Syrië. De NAVO veroordeelt de Syrische agressie fel.
- 5 - In Nederland zegt de partijtop van GroenLinks het vertrouwen op in partijleider Jolande Sap na de voor de partij desastreus verlopen Tweede Kamerverkiezingen. Zij treedt af en de volgende dag treedt ook het volledige partijbestuur, waaronder voorzitter Heleen Weening, af.
- 7 - Met de presidentsverkiezingen wordt Hugo Chávez herkozen tot president van Venezuela en begint aan een vierde termijn.
- 9 - John Gurdon en Shinya Yamanaka krijgen de Nobelprijs voor de Fysiologie of Geneeskunde voor hun ontdekking dat volwassen cellen kunnen omgezet worden naar stamcellen.
- 12 - De Nobelprijs voor de Vrede wordt toegekend aan de Europese Unie.
- 14 - De Oostenrijker Felix Baumgartner maakt een sprong van ruim 39 kilometer hoogte uit een luchtballon, de hoogste parachutesprong en de hoogste bemande ballonvaart ooit. Tijdens de vrije val bereikt hij een recordsnelheid van 1342 km/h en doorbreekt daarmee de geluidsbarrière.
- 14 - In België vinden gemeente-, districts- en provincieraadsverkiezingen plaats. Deze leveren in Vlaanderen een overwinning op voor de N-VA van Bart De Wever, die burgemeester van Antwerpen wordt.
- 16 - Bij een grote kunstroof in de Kunsthal Rotterdam in Nederland worden schilderijen van Pablo Picasso, Henri Matisse, Claude Monet, Paul Gauguin, Meijer de Haan en Lucian Freud gestolen.
- 19 - Verkiezingen in Curaçao. De partij Pueblo Soberano van Helmin Wiels wordt de grootste. Wiels gaf later aan het eiland binnen vijf jaar onafhankelijk te willen maken.
- 19 - Vanwege het dopingschandaal in de wielersport besluit de Rabobank na zestien jaar te stoppen met de sponsoring van de professionele Rabo-wielerploegen.
- 22 - In Nederland stapt Jos van Rey van de VVD op als wethouder van Roermond en als lid van de Eerste Kamer na verdacht te worden van ambtelijke corruptie en het lekken van informatie. Een dag later stapt de gehele VVD-fractie uit de coalitie van de gemeenteraad in Roermond.
- 22 - Voormalig Amerikaans wielrenner Lance Armstrong wordt door de UCI geschorst voor het leven en raakt al zijn zeven Tourzeges kwijt.
- 24 - Op een bijzondere ondernemingsraad is bekendgemaakt dat Ford Genk eind 2013 of begin 2014 zal sluiten. De 4300 werknemers verliezen hun werk. Daarnaast komen ook 5500 banen bij toeleveranciers in het gedrang.
- 26 - De Italiaanse oud-premier Silvio Berlusconi wordt veroordeeld tot vier jaar gevangenisstraf wegens belastingfraude bij zijn bedrijf Mediaset.
- 26 - De consumentenversie van het besturingssysteem Windows 8 van Microsoft komt beschikbaar.
- 27 - Bij een busongeval nabij Kerak in Jordanië laten vijf Belgen het leven en valt er een twaalftal gewonden. Een van de slachtoffers was schepen in Wommelgem.
- 29 - In Nederland zijn de onderhandelingen tussen de VVD en PvdA over een regeerakkoord afgerond, dat melden de politieke leiders van beide partijen, Mark Rutte en Diederik Samsom, tijdens een persconferentie.
- 30 - In Nederland wordt advocaat Bram Moszkowicz uit zijn ambt gezet, omdat hij het aanzien van de advocatuur zou hebben aangetast. Moszkowicz gaat beroep aantekenen tegen deze beslissing en mag in de tussentijd zijn vak blijven uitoefenen.
- 30 - De orkaan Sandy maakt meer dan 81 slachtoffers in de Caraïben, de Verenigde Staten en Canada. In New York komen miljoenen mensen zonder elektriciteit te zitten en lopen grote delen van de stad onder water.

### November

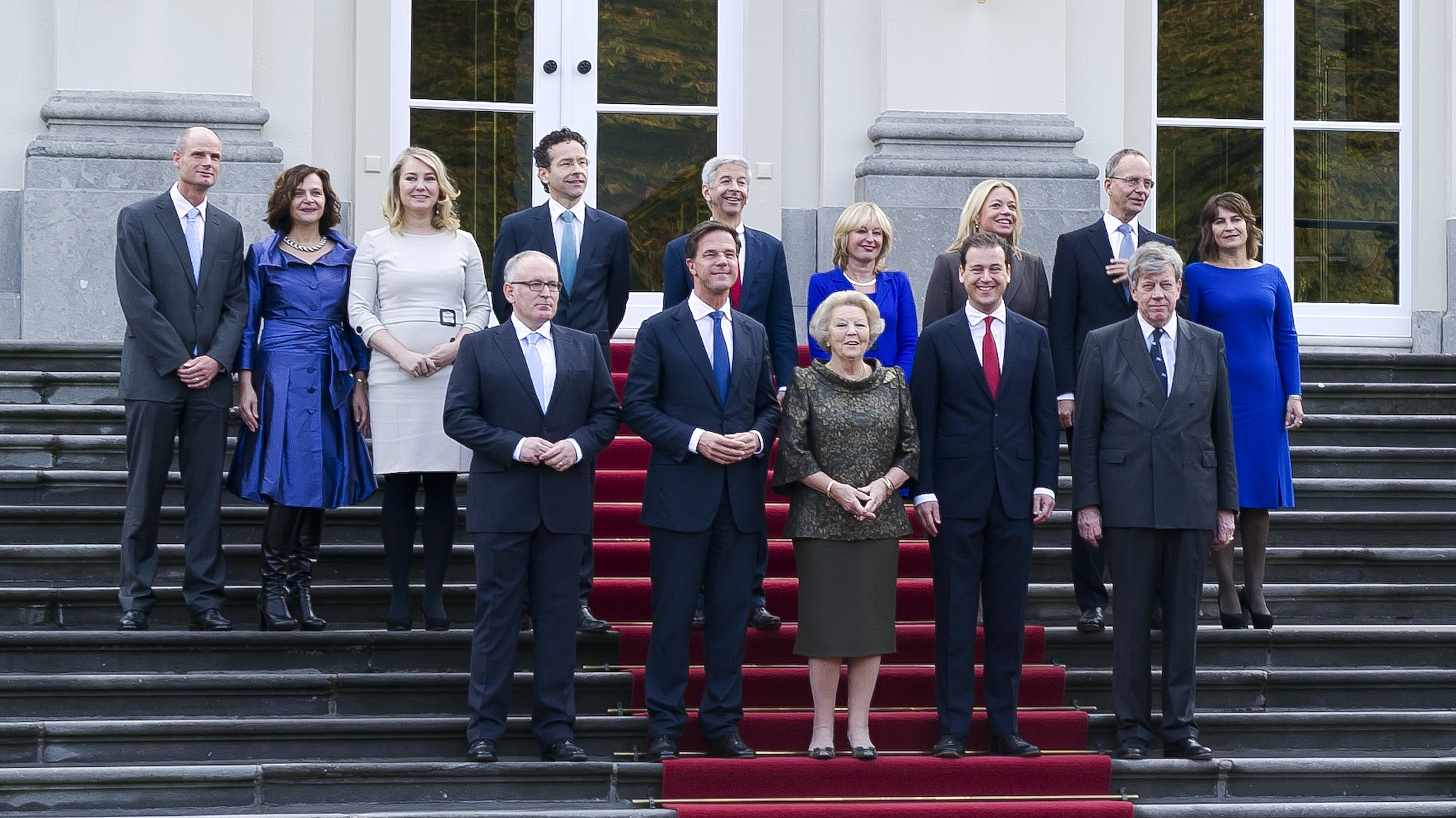
5 november: Het kabinet-Rutte II staat op het bordes.

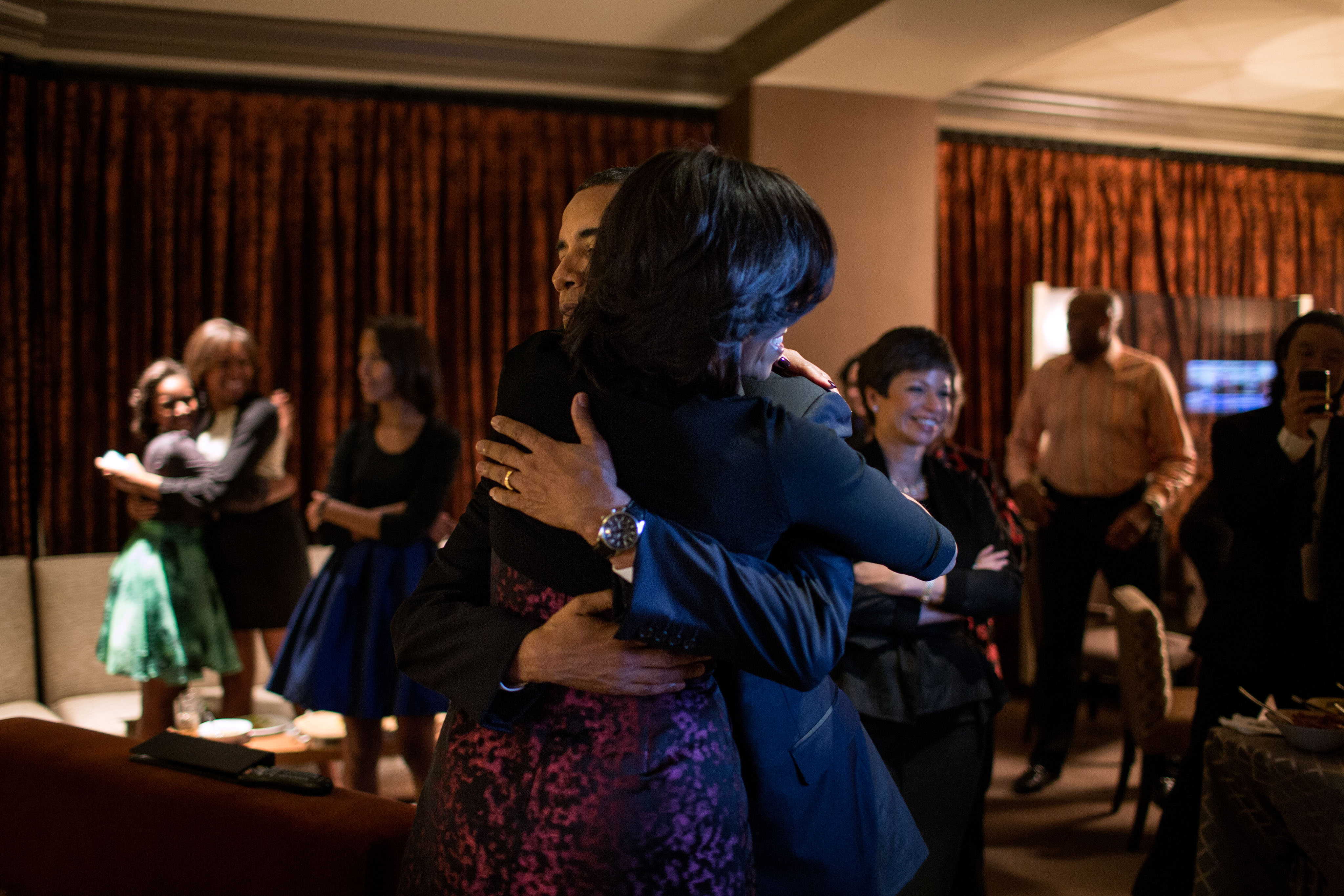
6 november: Barack Obama omhelst zijn vrouw Michelle nadat hij is herkozen als president van VS.

- 1 - In het dorpje Bletchingley - Engelse Surrey - worden in een schouw de stoffelijke resten gevonden van een postduif. Aan haar poot zit een kokertje met een gecodeerde boodschap uit 1944. Waarschijnlijk werd de duif van uit bezet gebied opgelaten op D-Day en was de boodschap gericht aan veldmaarschalk Bernard Montgomery.[3]
- 4 - Theodorus II van Alexandrië wordt gekozen tot de 118e paus van de Koptisch-Orthodoxe Kerk.
- 5 - In Nederland worden op Paleis Huis ten Bosch de bewindspersonen van het kabinet-Rutte II beëdigd.
- 6 - Presidentsverkiezingen in de Verenigde Staten. De zittende president, de Democraat Barack Obama, verslaat zijn Republikeinse tegenstander Mitt Romney.
- 7 - Bij een aardbeving met een kracht van 7,4 op de schaal van Richter in Guatemala komen 48 mensen om het leven en raken meer dan 150 mensen gewond.
- 9 - Na heftige bezwaren binnen de VVD wordt het regeerakkoord van het kabinet-Rutte II aangepast. De aangekondigde inkomensafhankelijkheid van de zorgpremie gaat niet door.
- 10 - De algemeen directeur van de BBC, George Entwistle, neemt al na 54 dagen ontslag. De omroep raakte in opspraak toen een uitzending van het programma Newsnight ertoe leidde dat een politicus ten onrechte van kindermisbruik werd beschuldigd.
- 13 - Totale zonsverduistering in Noord-Australië.
- 15 - Xi Jinping wordt de nieuwe secretaris-generaal van de Chinese Communistische Partij. Het nieuwe Politbureau van China wordt geïnaugureerd.
- 18 - De eerste natuurbegrafenis van Nederland vindt plaats op het landgoed Heidehof in Drenthe.
- 19 - In Nederland wordt een verdachte opgepakt voor de moord op Marianne Vaatstra in 1999. De man is naar voren gekomen dankzij een grootschalig DNA-verwantschapsonderzoek.
- 20 - Opstandelingen van de Tutsi-rebellengroep M23 veroveren de Congolese stad Goma.
- 21 - Bij een bomaanslag in een bus in Tel Aviv vallen zeker 18 gewonden. De Israëlische politie spreekt van een terroristische aanslag, geclaimd door Hamas.
- 21 - Na twee weken van wederzijdse aanvallen sluiten Israël en Hamas, dat de Gazastrook beheerst, een bestand.
- 21 - Mount Tongariro, een van de grootste actieve vulkanen in Nieuw-Zeeland, barst rond 14.30 uur (lokale tijd) uit. De uitbarsting op het noordelijke eiland van Nieuw-Zeeland is volgens de autoriteiten volkomen onverwacht.
- 21 - Bij de crash van een militair transportvliegtuig bij de Jemenitische hoofdstad Sanaa komen tien mensen om.
- 22 - Australische onderzoekers ontdekken dat Sandy Island, een eiland dat al zeker tien jaar op diverse landkaarten vermeld staat, helemaal niet bestaat.
- 23 - In Sierra Leone maakt de kiescommissie de uitslag van de presidentsverkiezingen van 17 november bekend. Ernest Koroma wordt herkozen tot president.
- 25 - De Duitser Sebastian Vettel wordt voor de derde keer op rij wereldkampioen Formule 1.
- 25 - Bij een brand in een textielfabriek in Bangladesh komen meer dan 100 mensen om het leven.
- 28 - De commissie-Levelt publiceert haar rapport over de wetenschappelijke fraude van Diederik Stapel.
- 28 - Bij aanslagen met twee autobommen in een wijk van de Syrische hoofdstad Damascus vallen minstens 34 doden en meer dan 80 gewonden.
- 29 - Palestina wordt door de Algemene Vergadering van de Verenigde Naties met 138 tegen 9 stemmen erkend als waarnemend niet-lidstaat. Palestina wordt daarmee door de VN erkend als soevereine staat.
- 30 - De Wii U, de opvolger van de Wii, komt uit in Europa.

### December

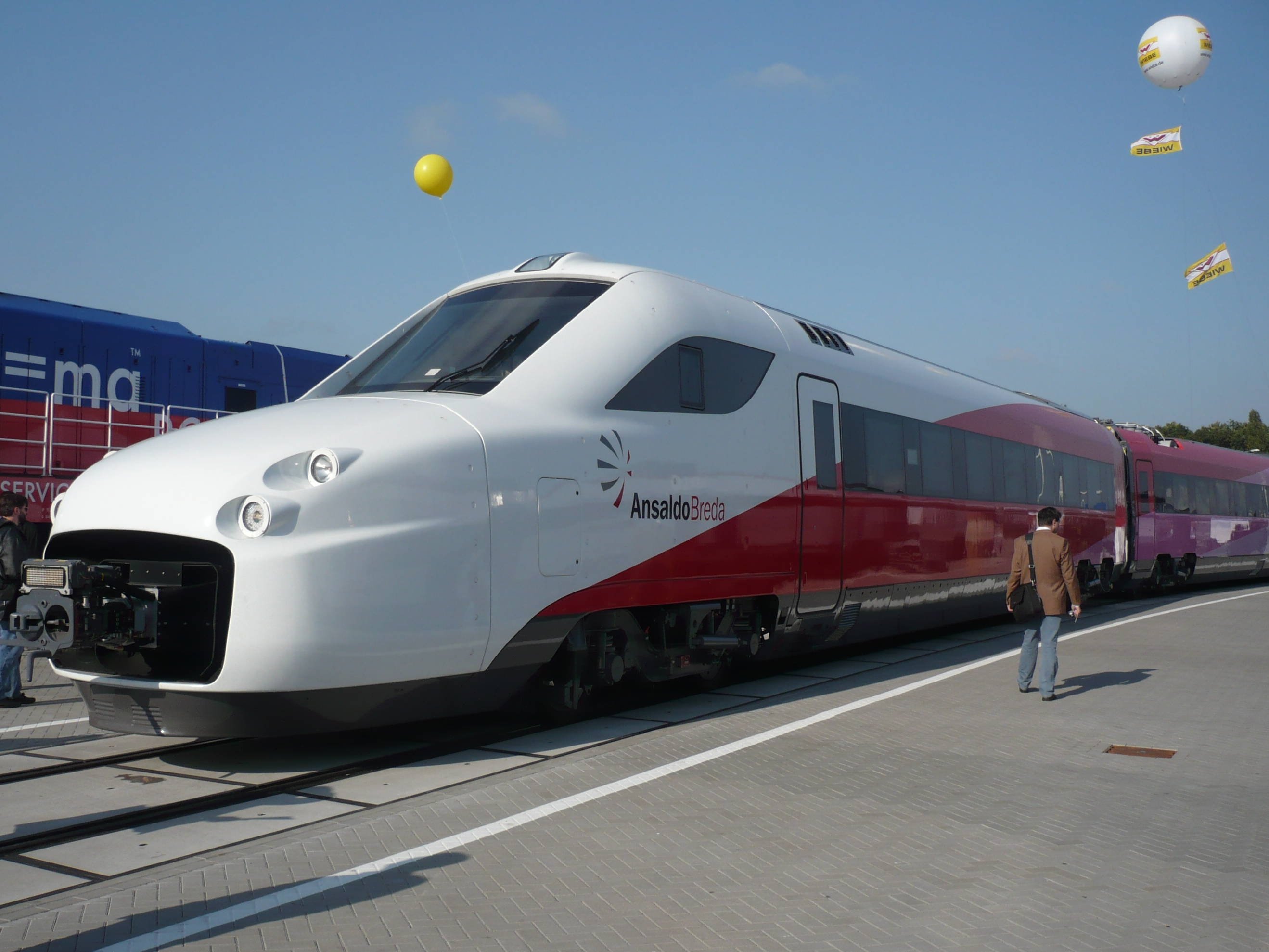
9 december: De Fyra wordt in gebruik genomen.

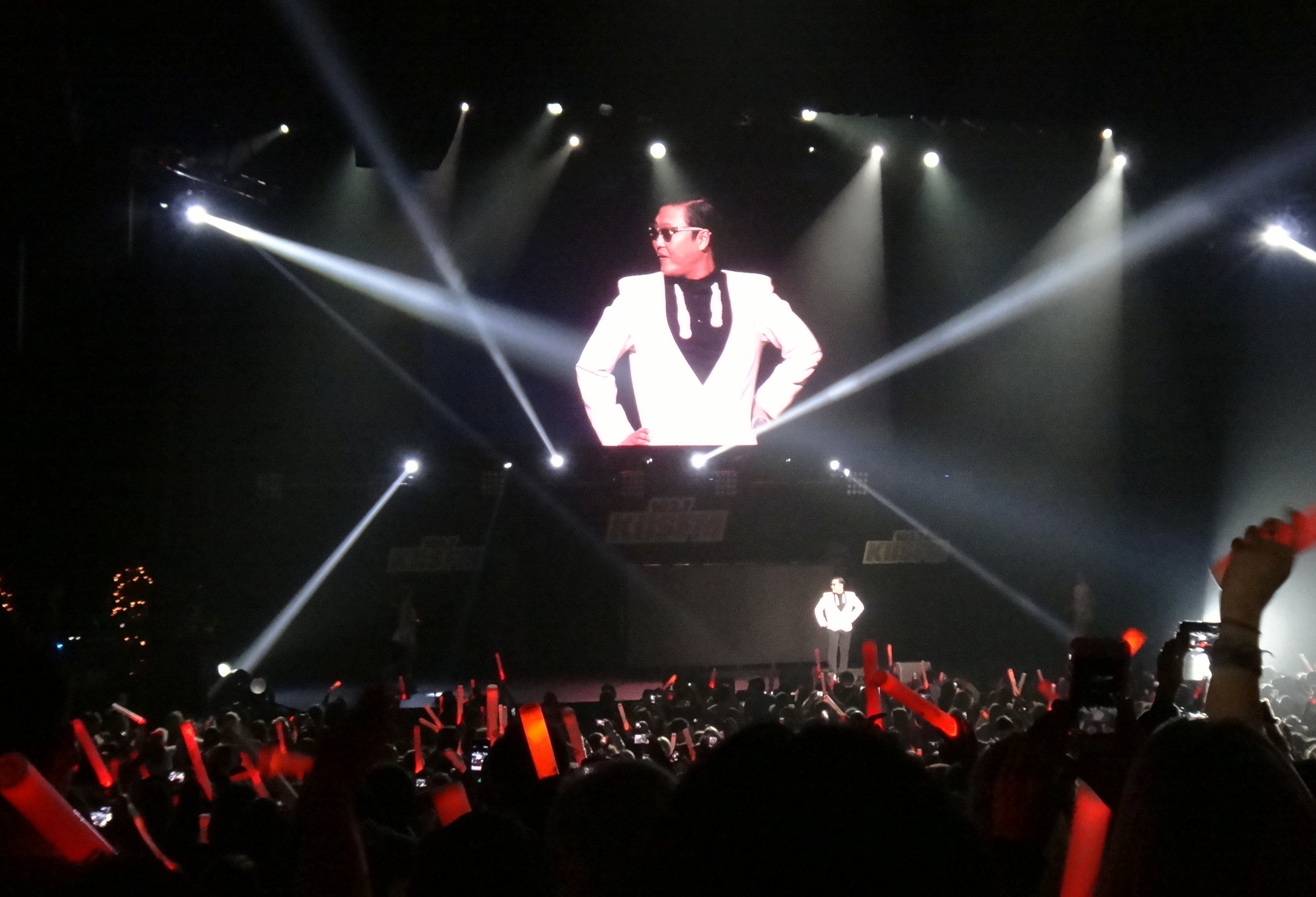
22 december: Gangnam Style is op YouTube een miljard keer bekeken.

- 1 - De 10e editie van het Junior Eurovisiesongfestival vindt plaats in de Heineken Music Hall in Amsterdam. De Oekraïense artiest Anastasiya Petryk wint deze editie met haar lied Nebo.
- 2 - In Afghanistan vallen de taliban de luchthaven van Jalalabad aan. Veertien mensen, onder wie de negen zelfmoordterroristen, komen daarbij om het leven.
- 2 - Op het veld van de voetbalvereniging SC Buitenboys te Almere wordt grensrechter Richard Nieuwenhuizen door spelers van SV Nieuw Sloten zo toegetakeld dat hij de volgende dag overlijdt.
- 2 - Een deel van de Japanse Sasagotunnel stort in. Minstens negen mensen komen om.
- 3 - In het zuiden van de Filipijnen komen als gevolg van de tyfoon Bopha meer dan driehonderd mensen om het leven.
- 3 - De gemeenteraad van Belfast besluit dat de Britse vlag niet meer dagelijks zal worden gehesen op het stadhuis, maar alleen op 18 nationale feestdagen. Dit luidt een nieuwe periode van onrust en geweld in, nu door protestantse jongerengroepen.
- 4 - Milo Đukanović wordt na twee jaar politieke afwezigheid opnieuw verkozen tot eerste minister van Montenegro.
- 5 - Bij een aanvaring voor de Nederlandse kust tussen het containerschip Corvus J en het autoschip Baltic Ace komen minstens vijf mensen om en vergaat het autoschip.
- 6 - Met een rit per Koninklijke trein opent koningin Beatrix officieel de Hanzelijn, de spoorlijn tussen Lelystad en Zwolle.
- 6 - De Amerikaanse staat Washington legaliseert als eerste staat het gebruik van marihuana. Het in bezit hebben van de softdrug voor eigen gebruik is vanaf vandaag niet meer strafbaar.
- 6 - Bij gevechten in Caïro tussen aanhangers en tegenstanders van de Egyptische president Mohamed Morsi vallen minstens zeven doden en honderden gewonden.
- 6 - In Nederland treedt Co Verdaas af als staatssecretaris van Economische Zaken wegens de ophef over onterechte declaraties in zijn tijd als gedeputeerde van Gelderland.
- 7 - Een aardbeving raakt het noordoosten van Japan. De (gelijktijdige) zeebeving met het epicentrum 200 kilometer voor de kust van Miyagi heeft een kracht 7,3 op de schaal van Richter. Een tsunami van een meter hoog treft de oostkust.
- 8 - Op de VN-klimaatconferentie in Doha (Qatar) wordt beslist om het Kyoto-protocol te verlengen tot eind 2020.
- 9 - De Beneluxtrein tussen Amsterdam en Brussel wordt vervangen door de hogesnelheidstrein Fyra.
- 11 - In Mali wordt Django Sissoko aangewezen als nieuwe premier. Dit gebeurt daags nadat zijn voorganger Cheick Modibo Diarra door militairen werd aangehouden.
- 12 - Minstens vijf mensen komen om bij een bomaanslag op het Syrische ministerie van binnenlandse zaken in Damascus.
- 14 - Bij een schietpartij op de Sandy Hook Elementary School bij Newtown in de Amerikaanse staat Connecticut worden 26 personen waaronder 20 kinderen neergeschoten vooraleer de schutter zelfmoord pleegt.
- 14 - De cycloon Evan zorgt op de eilandenstaat Samoa voor minstens drie doden en ernstige verwoestingen.
- 15 - Op Curaçao explodeert bij een vuurwerkloods een grote container met vuurwerk. Hierbij vallen drie doden en vijf gewonden.
- 15 - Minstens zestien migranten komen om het leven bij een schipbreuk voor het eiland Lesbos in de Egeïsche Zee.
- 16 - In Japan wint de conservatieve partij LDP de parlementsverkiezingen. Shinzo Abe wordt de nieuwe premier.
- 16 - In het Indiase Delhi wordt Jyoti Singh, na een bioscoopbezoek, door een groep van zes mannen in een bus verkracht en voor dood achtergelaten. Het leidt tot massale protesten in het land. Vijf van de zes daders krijgen de doodstraf.
- 16 - Daags na een raketaanval van de Taliban waarbij minstens vijf mensen om het leven kwamen, worden opnieuw minstens vier mensen gedood bij een vuurgevecht aan de luchthaven van Pesjawar in het noordwesten van Pakistan.
- 17 - Bij een busongeval in het departement Cundinamarca in Midden-Colombia komen minstens 27 mensen om het leven.
- 19 - Park Geun-hye wordt verkozen tot eerste vrouwelijke president van Zuid-Korea.
- 19 - Minstens 33 mensen komen om bij een botsing tussen twee bussen in Soedan, nabij El Kamlien, 90 kilometer ten zuidoosten van de hoofdstad Khartoem.
- 21 - Na de goedkeuring van de begroting biedt de Italiaanse premier Mario Monti zoals verwacht het ontslag van zijn regering aan.
- 21- Volgens de Mayakalender, eindigt op deze dag de dertiende bak'tun, wat volgens sommigen ook het einde van de wereld zou betekenen. Zie ook het 2012-fenomeen.
- 22 - De sociaaldemocraat Borut Pahor legt de eed af als nieuwe president van Slovenië.
- 22 - Mahmoud Mekki, de Egyptische vicepresident, neemt ontslag.
- 22 - Gangnam Style van de Zuid-Koreaanse zanger PSY wordt de eerste video met een miljard views op de website YouTube.
- 23 - Bij een luchtaanval van het Syrische regeringsleger op een bakkerij in Halfaya komen minstens 90 mensen om.
- 24 - Dj's Gerard Ekdom, Michiel Veenstra en Giel Beelen halen € 12.251.667 op met 3FM Serious Request 2012.
- 25 - In China wordt de langste hogesnelheidslijn ter wereld geopend. De lijn loopt van Peking naar Guangzhou en is 2.298 kilometer lang.
- 25 - In Egypte is volgens de officiële resultaten de nieuwe omstreden grondwet met 63,8 % goedgekeurd.
- 25 - Bij een crash van een passagiersvliegtuig van Air Bagan in het oosten van Myanmar komen twee mensen om het leven. Ook in Kazachstan crasht een militair vliegtuig. Daarbij komen 27 mensen om het leven.
- 26 - In Centraal-Ecuador komen dertien mensen om wanneer een bus in een ravijn stort.
- 28 - De Russische president Vladimir Poetin tekent de Magnitsky Act, waardoor inwoners van de Verenigde Staten geen Russische kinderen meer kunnen adopteren.[4]
- 28 - De Centraal-Afrikaanse Republiek en de rebellenbeweging Seleka besluiten om met elkaar te onderhandelen na weken van onrust.[5]
- 28 - Jiroemon Kimura wordt de oudste, geverifieerde, man ter wereld aller tijden.[6]
- 28 - Bij een scheepsramp voor de kust van Bissau, de hoofdstad van het Afrikaanse land Guinee-Bissau, komen minstens 22 mensen om en zijn meer dan 60 mensen vermist.
- 28 - Michael Bloomberg, de burgemeester van New York, maakt bekend dat het aantal moorden in de stad met 414 in 2012 het laagst is in 50 jaar.
- 29 - Op de luchthaven Vnoekovo van de Russische hoofdstad Moskou stort een Tupolev Tu-204 naast de landingsbaan neer. Er vallen minstens vier doden.[7]
- 29 - In Pakistan worden de lijken van 21 soldaten teruggevonden die door de Taliban zijn geëxecuteerd. De militairen waren ontvoerd uit twee kampen in de buurt van Pesjawar.
- 29 - Bij een schietpartij in de Amsterdamse Staatsliedenbuurt komen twee jonge mannen om. Het eigenlijke doelwit ontkomt. Vanuit de vluchtwagen wordt van dichtbij op twee motoragenten geschoten. Dit was een wraakactie van een van de twee drugsbendes in de onderwereld, die later bekend zou worden onder de naam de 'Mocro Maffia' of 'Mocro-oorlog', omdat het beoogde doelwit betrokken was geweest bij andere liquidaties.
- 29 - Een explosie in een autobus in het centrum van Karachi, de grootste stad van Pakistan, kost het leven aan minstens vijf mensen.
- 30 - Bij een busongeval nabij het stadje Pendleton in de Amerikaanse staat Oregon komen negen mensen om en raken minstens 26 personen gewond.
- 30 - Negentien sjiitische bedevaartgangers worden gedood door een bomaanslag in de Pakistaanse provincie Beloetsjistan.
- 31 - De GPD, het persbureau van vele Nederlandse en Vlaamse kranten, verstuurt na 76 jaar zijn laatste bericht. In 2013 begint uitgever Wegener met een eigen persdienst, waardoor de GPD zijn belangrijkste klant verliest en ophoudt te bestaan.

## Muziek

### Klassieke muziek
- 16 januari: eerste uitvoering van Miniminiaturen van Leonardo Balada
- 25 januari: eerste uitvoering van Chiaroscuro van Gia Kantsjeli in de versie van Gidon Kremer
- 23 februari: eerste uitvoering van Sombre van Kaija Saariaho
- 11 maart: eerste uitvoering van Quasi una fantasia van Kalevi Aho
- 22 maart: eerste uitvoering van Towards a season of peace van Richard Danielpour
- 1 juni: eerste uitvoering van de schetsen van de Symfonie in Es-majeur van Ernest John Moeran
- 9 augustus: eerste uitvoering van de tiende symfonie van Philip Glass
- 16 september: eerste uitvoering van Capriccio nr. 6 van Leonardo Balada
- 10 oktober: eerste uitvoering van Acht seizoenen, een soloconcert voor theremin, van Kalevi Aho
- 11 oktober: eerste uitvoering van Symfonie nr. 9 van William Bolcom

### Populaire muziek
Bestverkochte singles in Nederland:
1. Michel Teló - Ai se eu te pego!
2. Triggerfinger - I follow rivers
3. Gusttavo Lima - Balada
4. Lykke Li - I follow rivers
5. PSY - Gangnam style
6. Carly Rae Jepsen - Call me maybe
7. Sandra van Nieuwland - More
8. Adele - Skyfall
9. Asaf Avidan - One day / Reckoning song (Wankelmut rmx)
10. Loreen - Euphoria

Bestverkochte albums in Nederland:
1. Adele - 21
2. Adele - Live at the Royal Albert Hall
3. Birdy - Birdy
4. Nick & Simon - Sterker
5. Ilse DeLange - Eye of the hurricane
6. Kinderen voor Kinderen - Hallo wereld - 33
7. Mumford & Sons - Babel
8. Jan Smit - Vrienden
9. Racoon - Liverpool rain
10. Bruce Springsteen - Wrecking ball

Bestverkochte singles in Vlaanderen:
1. Michel Teló - Ai se eu te pego!
2. Gusttavo Lima - Balada
3. Triggerfinger - I follow rivers
4. Sam Sparro - Happiness
5. Asaf Avidan - One day / Reckoning song (Wankelmut rmx)
6. Carly Rae Jepsen - Call me maybe
7. PSY - Gangnam style
8. Gers Pardoel - Ik neem je mee
9. Birdy - People help the people
10. Gotye & Kimbra - Somebody that I used to know

Bestverkochte albums in Vlaanderen:
1. Adele - 21
2. Lana Del Rey - Born to die
3. Birdy - Birdy
4. Leonard Cohen - Old ideas
5. dEUS - Following sea
6. Hooverphonic - With orchestra
7. The broken circle breakdown bluegrass band - The broken circle breakdown
8. Netsky - 2
9. Emeli Sandé - Our version of events
10. Mumford & Sons - Babel

## Geboren

### januari
- 24 - Athena van Denemarken, Deens prinses

### februari
- 23 - Estelle van Zweden, Zweeds prinses

### augustus
- 9 - Luan Bellinga, Nederlands youtuber

## Weerextremen

### België
- maart: hoogste maandgemiddelde luchtdruk ooit gemeten voor de maand maart (1027,1 millibar, normaal: 1015,7).[8]

### Nederland
- 4 februari: -22,9 graden. Laagste temperatuur van dit jaar.[9]
- 18 augustus: 32 graden. Hoogste maximumtemperatuur ooit gemeten op deze datum.[10]
- 19 augustus: 36,7 graden in Haler. Hoogste temperatuur van dit jaar.[11]
- 22 oktober: 22 graden. Hoogste maximumtemperatuur ooit gemeten op deze datum.[12]